# Northern Institute of Technology Management
Das Northern Institute of Technology Management (NIT) ist eine im Süden Hamburgs gelegene private Bildungseinrichtung, die 1998 von 40 Professoren und Professorinnen der Technischen Universität Hamburg (TUHH) gegründet wurde. Gründungsvater und erster Präsident des NIT war der renommierte Wissenschaftler und ehemalige Präsident der Technischen Universität Hauke Trinks. Die Gründung erfolgte zunächst unter dem Namen „Northern Institute of Technology“. Der Zusatz „Management“ wurde durch Umbenennung der Gesellschaft im Dezember 2007 ergänzt.
Am NIT lernen Ingenieure, Naturwissenschaftler und Wirtschaftswissenschaftler, wie man nachhaltig und verantwortungsbewusst Management- und Führungsaufgaben in einer globalen Welt meistert. Das Angebot des NIT steht unter dem Leitspruch „BE THE CHANGE“ und besteht aus einem englischsprachigen Studiengang in Technologiemanagement (M.A. und MBA) sowie diversen Weiterbildungskursen und Workshops. Das NIT wird von Otto von Estorff (Präsident) und Klemens Kleiminger (CEO) geleitet.

## Studiengang
Das NIT bildet deutsche und internationale Studierende zu Technologiemanagern aus. Jedes Jahr im Oktober beginnen zwischen 25 und 35 Studierende aus aller Welt den Studiengang Technologiemanagement (M.A./MBA). Der NIT-Studiengang kann auf mehrere Arten studiert werden:
- als Master mit einem Abschluss als Master of Arts (M.A.) oder Master of Business Administration (MBA, auch berufsbegleitend)
- als Doppelmaster (M.A. oder MBA) in Kombination mit einem ingenieur- oder naturwissenschaftlichen M.Sc. an der Technischen Universität Hamburg.

Das NIT arbeitet mit einer „Flying Faculty“. Alle Dozenten kommen von renommierten, internationalen Universitäten oder Unternehmen und werden nur für ihr Modul am NIT beschäftigt. Das NIT kann somit eine hohe Qualität und Aktualität der Lehre garantieren und stetig auf neue Erkenntnisse aus Wissenschaft und Wirtschaft zurückgreifen. Der Studiengang Technologiemanagement ist von der FIBAA und dem Deutschen Akkreditierungsrat akkreditiert und ein offizieller Studiengang der Technischen Universität Hamburg TUHH. Das Studium in Technologiemanagement dauert circa 24 bis 30 Monate und findet auf Englisch statt. Die Präsenzzeiten liegen ausschließlich am Wochenende, sodass das MBA-Studium auch berufsbegleitend oder neben einer Promotion absolviert werden kann.

## Lernkonzept
Mit der Reakkreditierung des Studiengangs Technologiemanagement zum Semesterstart 2019 hat das NIT ein eigenes Lernkonzept entwickelt. In einem internationalen Lernumfeld erproben die Studierenden ihr Wissen an realen Projekten. Das Konzept verzichtet auf Frontalunterricht und basiert auf international-renommierten Dozenten als Lernbegleitern, die die Studierenden unterstützten. Dieses Lernkonzept erfordert ein hohes Maß an Eigeninitiative der Studierenden und setzt sich zusammen aus Gruppenarbeit, online-basiertem Selbststudium sowie ausgewählten Präsenzzeiten.

## Weiterbildung
Neben dem Studienangebot hat sich das NIT seit 2014 auch zu einem Standort für betriebliche Weiterbildung entwickelt. Mitarbeiter und Führungskräfte können einzelne Workshops oder Vorträge am NIT besuchen oder Inhouse-Programme für ihr Unternehmen buchen. Die Unternehmensprogramme des NIT reichen von Intensiv-Workshops über Summer Schools bis hin zu mehrmonatigen Management-Trainings für  Führungskräfte.

## Gebäude
Die Studierenden des NIT wohnen meist direkt im NIT-Gebäude, das über 65 Apartments verfügt. Das Gebäude befindet sich auf dem Campus der Technischen Universität Hamburg in Hamburg-Harburg.
Am NIT können zudem Räume für Konferenzen, Tagungen und Workshops gemietet werden: In Hamburg-Harburg stellt das Northern Institute of Technology Management Seminar- und Konferenzräume, einen Design Thinking Raum und Büroräume auf dem Campus der TUHH zur Verfügung. Auf der Wand des Foyers befindet sich ein Werk des österreichischen Konzeptkünstlers Peter Friedl, das den Satz „nobody knows science“ zum Thema hat.